# Bristowiella kartalensis
Espèce
Bristowiella kartalensis est une espèce d'araignées aranéomorphes de la famille des Lycosidae.

## Distribution
Cette espèce est endémique de la Grande Comore aux Comores.

## Étymologie
Son nom d'espèce, composé de chungjoo et du suffixe latin -ensis, « qui vit dans, qui habite », lui a été donné en référence au lieu de sa découverte, le Karthala.

## Publication originale
- Alderweireldt, 1988 : On the genus Bristowiella, with the description of B. kartalensis n. sp. from the Comoro Islands (Araneae, Lycosidae). Bulletin of the British Arachnological Society, vol. 7, no 9, p. 269-272.